# Segunda categoría de fútbol en Uruguay
El presente artículo repasa el historial de los campeonatos de segunda categoría (segundo torneo en jerarquía detrás del Campeonato Uruguayo) organizados por la Asociación Uruguaya de Fútbol desde 1903.
La Segunda División se empezó a disputar en 1903. Desde 1915 hasta 1941, la Divisional Intermedia cumplió el papel de torneo de segunda división del fútbol uruguayo. A partir de entonces, la segunda categoría pasó a llamarse a Primera "B" y luego más tarde Segunda División Profesional.

## Campeones de la segunda categoría

### Títulos por año
| Temporada                                            | Edición                                                                                   |                                                                                           | Campeón                                                                                   |                                                                                           | Subcampeón                                                                                |                                                                                           | Tercero                                                                                   | Notas |
| ---------------------------------------------------- | ----------------------------------------------------------------------------------------- | ----------------------------------------------------------------------------------------- | ----------------------------------------------------------------------------------------- | ----------------------------------------------------------------------------------------- | ----------------------------------------------------------------------------------------- | ----------------------------------------------------------------------------------------- | ----------------------------------------------------------------------------------------- | --- |
| II División                                          |                                                                                           |                                                                                           |                                                                                           |                                                                                           |                                                                                           |                                                                                           |                                                                                           | |
| 1903                                                 | 1°                                                                                        |                                                                                           | River Plate FC                                                                            |                                                                                           |                                                                                           |                                                                                           |                                                                                           | Primera edición de la cual se tenga conocimiento de la II Division.                                                                   |
| 1904                                                 | No se disputó                                                                             | No se disputó                                                                             | No se disputó                                                                             | No se disputó                                                                             | No se disputó                                                                             | No se disputó                                                                             | No se disputó                                                                             | No se disputó |
| 1905                                                 | 2°                                                                                        |                                                                                           | River Plate FC                                                                            |                                                                                           |                                                                                           |                                                                                           |                                                                                           | |
| 1906                                                 | 3°                                                                                        |                                                                                           | River Plate FC                                                                            |                                                                                           |                                                                                           |                                                                                           |                                                                                           | |
| 1907                                                 | 4°                                                                                        |                                                                                           | Bristol                                                                                   |                                                                                           | French                                                                                    |                                                                                           |                                                                                           | |
| 1908                                                 | 5°                                                                                        |                                                                                           | Central                                                                                   |                                                                                           | Nacional (II)                                                                             |                                                                                           |                                                                                           | |
| 1909                                                 | 6°                                                                                        |                                                                                           | Libertad                                                                                  |                                                                                           |                                                                                           |                                                                                           |                                                                                           | |
| 1910                                                 | 7°                                                                                        |                                                                                           | River Plate FC (II)                                                                       |                                                                                           |                                                                                           |                                                                                           |                                                                                           | |
| 1911                                                 | 8°                                                                                        |                                                                                           | Universal                                                                                 |                                                                                           |                                                                                           |                                                                                           |                                                                                           | |
| 1912                                                 | 9°                                                                                        |                                                                                           | Reformers                                                                                 |                                                                                           |                                                                                           |                                                                                           |                                                                                           | |
| 1913                                                 | 10°                                                                                       |                                                                                           | Independencia                                                                             |                                                                                           |                                                                                           |                                                                                           |                                                                                           | |
| 1914                                                 | 11°                                                                                       |                                                                                           | Bristol                                                                                   |                                                                                           | Defensor                                                                                  |                                                                                           |                                                                                           | |
| Divisional Intermedia                                |                                                                                           |                                                                                           |                                                                                           |                                                                                           |                                                                                           |                                                                                           |                                                                                           | |
| 1915                                                 | 12°                                                                                       |                                                                                           | Dublin                                                                                    |                                                                                           |                                                                                           |                                                                                           |                                                                                           | La Divisional Intermedia pasa a ser la nueva segunda divisional.                                                                      |
| 1916                                                 | 13°                                                                                       |                                                                                           | Charley                                                                                   |                                                                                           |                                                                                           |                                                                                           |                                                                                           | |
| 1917                                                 | 14°                                                                                       |                                                                                           | Misiones                                                                                  |                                                                                           |                                                                                           |                                                                                           |                                                                                           | |
| 1918                                                 | 15°                                                                                       |                                                                                           | Belgrano                                                                                  |                                                                                           |                                                                                           |                                                                                           |                                                                                           | |
| 1919                                                 | 16°                                                                                       |                                                                                           | Liverpool                                                                                 |                                                                                           | Misiones                                                                                  |                                                                                           |                                                                                           | |
| 1920                                                 | 17°                                                                                       |                                                                                           | Lito                                                                                      |                                                                                           |                                                                                           |                                                                                           |                                                                                           | |
| 1921                                                 | 18°                                                                                       |                                                                                           | Rampla Juniors                                                                            |                                                                                           |                                                                                           |                                                                                           |                                                                                           | |
| 1922                                                 | 19°                                                                                       |                                                                                           | Bella Vista                                                                               |                                                                                           | Fénix                                                                                     |                                                                                           |                                                                                           | |
| 1923                                                 | 20°                                                                                       |                                                                                           | Racing                                                                                    |                                                                                           |                                                                                           |                                                                                           |                                                                                           | |
| 1924                                                 | 21°                                                                                       |                                                                                           | Capurro                                                                                   |                                                                                           |                                                                                           |                                                                                           |                                                                                           | |
| 1925                                                 | No culminó                                                                                | No culminó                                                                                | No culminó                                                                                | No culminó                                                                                | No culminó                                                                                | No culminó                                                                                | No culminó                                                                                | No culminó |
| 1926                                                 | No se disputaron torneos de la Asociación Uruguaya de Fútbol (era del Consejo Provisorio) | No se disputaron torneos de la Asociación Uruguaya de Fútbol (era del Consejo Provisorio) | No se disputaron torneos de la Asociación Uruguaya de Fútbol (era del Consejo Provisorio) | No se disputaron torneos de la Asociación Uruguaya de Fútbol (era del Consejo Provisorio) | No se disputaron torneos de la Asociación Uruguaya de Fútbol (era del Consejo Provisorio) | No se disputaron torneos de la Asociación Uruguaya de Fútbol (era del Consejo Provisorio) | No se disputaron torneos de la Asociación Uruguaya de Fútbol (era del Consejo Provisorio) | No se disputaron torneos de la Asociación Uruguaya de Fútbol (era del Consejo Provisorio)                                             |
| 1927                                                 | 24°                                                                                       |                                                                                           | Colón                                                                                     |                                                                                           |                                                                                           |                                                                                           |                                                                                           | |
| 1928                                                 | 25°                                                                                       |                                                                                           | Central                                                                                   |                                                                                           |                                                                                           |                                                                                           |                                                                                           | |
| 1929                                                 | 26°                                                                                       |                                                                                           | Racing                                                                                    |                                                                                           |                                                                                           |                                                                                           |                                                                                           | |
| 1930                                                 | No se disputó                                                                             | No se disputó                                                                             | No se disputó                                                                             | No se disputó                                                                             | No se disputó                                                                             | No se disputó                                                                             | No se disputó                                                                             | No se disputó |
| 1931                                                 | 28°                                                                                       |                                                                                           | Colón                                                                                     |                                                                                           |                                                                                           |                                                                                           |                                                                                           | |
| Primera División (Liga Uruguaya de Football Amateur) |                                                                                           |                                                                                           |                                                                                           |                                                                                           |                                                                                           |                                                                                           |                                                                                           | |
| 1932                                                 | 29°                                                                                       |                                                                                           | Misiones                                                                                  |                                                                                           |                                                                                           |                                                                                           |                                                                                           | Torneos independientes a la Liga Uruguaya de Football Profesional.                                                                    |
| 1933                                                 | 30°                                                                                       |                                                                                           | Colón                                                                                     |                                                                                           | Progreso                                                                                  |                                                                                           |                                                                                           | Torneos independientes a la Liga Uruguaya de Football Profesional.                                                                    |
| 1934                                                 | 31°                                                                                       |                                                                                           | Liverpool                                                                                 |                                                                                           | Montevideo Olimpia                                                                        |                                                                                           |                                                                                           | Torneos independientes a la Liga Uruguaya de Football Profesional.                                                                    |
| 1935                                                 | No se disputó                                                                             | No se disputó                                                                             | No se disputó                                                                             | No se disputó                                                                             | No se disputó                                                                             | No se disputó                                                                             | No se disputó                                                                             | No se disputó |
| Divisional Intermedia                                |                                                                                           |                                                                                           |                                                                                           |                                                                                           |                                                                                           |                                                                                           |                                                                                           | |
| 1936                                                 | 33°                                                                                       |                                                                                           | Liverpool                                                                                 |                                                                                           | Colón                                                                                     |                                                                                           | Progreso                                                                                  | Sin ascensos. El torneo inició como Primera Amateur y luego del acuerdo de anexión a la AUF pasó a ser Intermedia.                    |
| 1937                                                 | 34°                                                                                       |                                                                                           | Liverpool                                                                                 |                                                                                           | Cerro                                                                                     |                                                                                           |                                                                                           | Liverpool venció el repechaje ante Racing y ascendió                                                                                  |
| 1938                                                 | 35°                                                                                       |                                                                                           | Progreso                                                                                  |                                                                                           |                                                                                           |                                                                                           |                                                                                           | Progreso perdió el repechaje de ascenso ante Liverpool                                                                                |
| 1939                                                 | 36°                                                                                       |                                                                                           | Progreso                                                                                  |                                                                                           | Cerro                                                                                     |                                                                                           |                                                                                           | Progreso perdió el repechaje de ascenso ante Bella Vista                                                                              |
| 1940                                                 | 37°                                                                                       |                                                                                           | Cerro                                                                                     |                                                                                           |                                                                                           |                                                                                           |                                                                                           | Cerro perdió el repechaje de ascenso ante Bella Vista                                                                                 |
| 1941                                                 | 38°                                                                                       |                                                                                           | Cerro                                                                                     |                                                                                           |                                                                                           |                                                                                           |                                                                                           | Sin ascensos. |
| Primera División "B"                                 |                                                                                           |                                                                                           |                                                                                           |                                                                                           |                                                                                           |                                                                                           |                                                                                           | |
| 1942                                                 | 39°                                                                                       |                                                                                           | Miramar                                                                                   |                                                                                           | Progreso                                                                                  |                                                                                           | Bella Vista                                                                               | Inicia la Primera División "B", categoría profesional.                                                                                |
| 1943                                                 | 40°                                                                                       |                                                                                           | River Plate                                                                               |                                                                                           | Cerro                                                                                     |                                                                                           | Progreso                                                                                  | |
| 1944                                                 | 41°                                                                                       |                                                                                           | Rampla Juniors                                                                            |                                                                                           | Cerro                                                                                     |                                                                                           | Bella Vista                                                                               | |
| 1945                                                 | 42°                                                                                       |                                                                                           | Progreso                                                                                  |                                                                                           | Racing                                                                                    |                                                                                           | Danubio                                                                                   | |
| 1946                                                 | 43°                                                                                       |                                                                                           | Cerro                                                                                     |                                                                                           | Racing                                                                                    |                                                                                           | Sud América                                                                               | |
| 1947                                                 | 44°                                                                                       |                                                                                           | Danubio                                                                                   |                                                                                           | Bella Vista                                                                               |                                                                                           | Progreso                                                                                  | |
| 1948                                                 | No culminó                                                                                | No culminó                                                                                | No culminó                                                                                | No culminó                                                                                | No culminó                                                                                | No culminó                                                                                | No culminó                                                                                | No culminó |
| 1949                                                 | 45°                                                                                       |                                                                                           | Bella Vista                                                                               |                                                                                           | Racing                                                                                    |                                                                                           | Sud América                                                                               | |
| 1950                                                 | 46°                                                                                       |                                                                                           | Defensor                                                                                  |                                                                                           | Sud América                                                                               |                                                                                           | Racing                                                                                    | |
| 1951                                                 | 47°                                                                                       |                                                                                           | Sud América                                                                               |                                                                                           | Fénix                                                                                     |                                                                                           | Bella Vista                                                                               | |
| 1952                                                 | 48°                                                                                       |                                                                                           | Wanderers                                                                                 |                                                                                           | Bella Vista                                                                               |                                                                                           | Progreso                                                                                  | |
| 1953                                                 | 49°                                                                                       |                                                                                           | Miramar                                                                                   |                                                                                           | Progreso                                                                                  |                                                                                           | Sud América                                                                               | Hubo un triple empate en la punta, por lo que se definió el campeonato mediante un triangular, ganado por Miramar.                    |
| 1954                                                 | 50°                                                                                       |                                                                                           | Sud América                                                                               |                                                                                           | Central                                                                                   |                                                                                           | Racing                                                                                    | |
| 1955                                                 | 51°                                                                                       |                                                                                           | Racing                                                                                    |                                                                                           | Fénix                                                                                     |                                                                                           | Central                                                                                   | |
| 1956                                                 | 52°                                                                                       |                                                                                           | Fénix                                                                                     |                                                                                           | Central                                                                                   |                                                                                           | River Plate                                                                               | |
| 1957                                                 | 53°                                                                                       |                                                                                           | Sud América                                                                               |                                                                                           | Central                                                                                   |                                                                                           | Canillitas                                                                                | |
| 1958                                                 | 54°                                                                                       |                                                                                           | Racing                                                                                    |                                                                                           | Progreso                                                                                  |                                                                                           | Central                                                                                   | |
| 1959                                                 | 55°                                                                                       |                                                                                           | Fénix                                                                                     |                                                                                           | Colón                                                                                     |                                                                                           | Central                                                                                   | |
| 1960                                                 | 56°                                                                                       |                                                                                           | Danubio                                                                                   |                                                                                           | River Plate                                                                               |                                                                                           | Central                                                                                   | |
| 1961                                                 | 57°                                                                                       |                                                                                           | Central                                                                                   |                                                                                           | Sud América                                                                               |                                                                                           | Bella Vista                                                                               | |
| 1962                                                 | 58°                                                                                       |                                                                                           | Wanderers                                                                                 |                                                                                           | Sud América                                                                               |                                                                                           | Bella Vista                                                                               | |
| 1963                                                 | 59°                                                                                       |                                                                                           | Sud América                                                                               |                                                                                           | Colón                                                                                     |                                                                                           | Central                                                                                   | |
| 1964                                                 | 60°                                                                                       |                                                                                           | Colón                                                                                     |                                                                                           | Liverpool                                                                                 |                                                                                           | La Luz                                                                                    | |
| 1965                                                 | 61°                                                                                       |                                                                                           | Defensor                                                                                  |                                                                                           | La Luz                                                                                    |                                                                                           | Progreso                                                                                  | |
| 1966                                                 | 62°                                                                                       |                                                                                           | Liverpool                                                                                 |                                                                                           | River Plate                                                                               |                                                                                           | Central                                                                                   | |
| 1967                                                 | 63°                                                                                       |                                                                                           | River Plate                                                                               |                                                                                           | La Luz                                                                                    |                                                                                           | Wanderers                                                                                 | |
| 1968                                                 | 64°                                                                                       |                                                                                           | Bella Vista                                                                               |                                                                                           | Huracán Buceo                                                                             |                                                                                           | Wanderers                                                                                 | Bella Vista y Huracán Buceo igualaron en la tabla y disputaron un desempate.                                                          |
| 1969                                                 | 65°                                                                                       |                                                                                           | Huracán Buceo                                                                             |                                                                                           | Central                                                                                   |                                                                                           | Progreso                                                                                  | |
| 1970                                                 | 66°                                                                                       |                                                                                           | Danubio                                                                                   |                                                                                           | Progreso                                                                                  |                                                                                           | Central                                                                                   | |
| 1971                                                 | 67°                                                                                       |                                                                                           | Rentistas                                                                                 |                                                                                           | Fénix                                                                                     |                                                                                           | Miramar                                                                                   | |
| 1972                                                 | 68°                                                                                       |                                                                                           | Wanderers                                                                                 |                                                                                           | Fénix                                                                                     |                                                                                           | Racing                                                                                    | |
| 1973                                                 | 69°                                                                                       |                                                                                           | Fénix                                                                                     |                                                                                           | Rampla Juniors                                                                            |                                                                                           | Colón                                                                                     | |
| 1974                                                 | 70°                                                                                       |                                                                                           | Racing                                                                                    |                                                                                           | Colón                                                                                     |                                                                                           | Central Español                                                                           | |
| 1975                                                 | 71°                                                                                       |                                                                                           | Sud América                                                                               |                                                                                           | El Tanque                                                                                 |                                                                                           | Uruguay Montevideo                                                                        | El Tanque y Sud América igualaron en la tabla y disputaron un desempate.                                                              |
| 1976                                                 | 72°                                                                                       |                                                                                           | Bella Vista                                                                               |                                                                                           | Rampla Juniors                                                                            |                                                                                           | Racing                                                                                    | Bella Vista y Rampla igualaron en la tabla y disputaron un desempate.                                                                 |
| 1977                                                 | 73°                                                                                       |                                                                                           | Fénix                                                                                     |                                                                                           | Rampla Juniors                                                                            |                                                                                           | Racing                                                                                    | |
| 1978                                                 | 74°                                                                                       |                                                                                           | River Plate                                                                               |                                                                                           | La Luz                                                                                    |                                                                                           | Central Español                                                                           | |
| 1979                                                 | 75°                                                                                       |                                                                                           | Progreso                                                                                  |                                                                                           | Miramar                                                                                   |                                                                                           | La Luz                                                                                    | Progreso y Miramar igualan en el primer puesto, y vence Progreso en desempate.                                                        |
| 1980                                                 | 76°                                                                                       |                                                                                           | Rampla Juniors                                                                            |                                                                                           | Racing                                                                                    |                                                                                           | Liverpool                                                                                 | |
| 1981                                                 | 77°                                                                                       |                                                                                           | El Tanque Sisley                                                                          |                                                                                           | Racing                                                                                    |                                                                                           | La Luz                                                                                    | |
| 1982                                                 | 78°                                                                                       |                                                                                           | Colón                                                                                     |                                                                                           | Fénix                                                                                     |                                                                                           | Villa Española                                                                            | |
| 1983                                                 | 79°                                                                                       |                                                                                           | Central Español                                                                           |                                                                                           | Racing                                                                                    |                                                                                           | Rentistas                                                                                 | |
| 1984                                                 | 80°                                                                                       |                                                                                           | River Plate                                                                               |                                                                                           | Huracán                                                                                   |                                                                                           | Liverpool                                                                                 | |
| 1985                                                 | 81°                                                                                       |                                                                                           | Fénix                                                                                     |                                                                                           | Liverpool                                                                                 |                                                                                           | Cerrito                                                                                   | |
| 1986                                                 | 82°                                                                                       |                                                                                           | Miramar Misiones                                                                          |                                                                                           | Rentistas                                                                                 |                                                                                           | Sud América                                                                               | |
| 1987                                                 | 83°                                                                                       |                                                                                           | Liverpool                                                                                 |                                                                                           | Racing                                                                                    |                                                                                           | Sud América                                                                               | |
| 1988                                                 | 84°                                                                                       |                                                                                           | Rentistas                                                                                 |                                                                                           | Racing                                                                                    |                                                                                           | Sud América                                                                               | |
| 1989                                                 | 85°                                                                                       |                                                                                           | Racing                                                                                    |                                                                                           | Cerrito                                                                                   |                                                                                           | Sud América                                                                               | |
| 1990                                                 | 86°                                                                                       |                                                                                           | El Tanque Sisley                                                                          |                                                                                           | Sud América                                                                               |                                                                                           | Basáñez                                                                                   | |
| 1991                                                 | 87°                                                                                       |                                                                                           | River Plate                                                                               |                                                                                           | Huracán                                                                                   |                                                                                           | Basáñez                                                                                   | |
| 1992                                                 | 88°                                                                                       |                                                                                           | Rampla Juniors                                                                            |                                                                                           | Huracán Buceo                                                                             |                                                                                           | Basáñez                                                                                   | |
| 1993                                                 | 89°                                                                                       |                                                                                           | Basáñez                                                                                   |                                                                                           | Central Español                                                                           |                                                                                           | Fénix                                                                                     | |
| 1994                                                 | 90°                                                                                       |                                                                                           | Sud América                                                                               |                                                                                           | Racing                                                                                    |                                                                                           | Uruguay Montevideo                                                                        | |
| 1995                                                 | 91°                                                                                       |                                                                                           | Huracán Buceo                                                                             |                                                                                           | Racing                                                                                    |                                                                                           | Rentistas                                                                                 | |
| Segunda División Profesional                         |                                                                                           |                                                                                           |                                                                                           |                                                                                           |                                                                                           |                                                                                           |                                                                                           | |
| 1996                                                 | 92°                                                                                       |                                                                                           | Rentistas                                                                                 |                                                                                           | Racing                                                                                    |                                                                                           | Progreso                                                                                  | La categoría es renombrada como Segunda División Profesional                                                                          |
| 1997                                                 | 93°                                                                                       |                                                                                           | Bella Vista                                                                               |                                                                                           | Villa Española                                                                            |                                                                                           | Progreso                                                                                  | |
| 1998                                                 | 94°                                                                                       |                                                                                           | Cerro                                                                                     |                                                                                           | Frontera Rivera                                                                           |                                                                                           | Deportivo Maldonado                                                                       | |
| 1999                                                 | 95°                                                                                       |                                                                                           | Juventud                                                                                  |                                                                                           | Villa Española                                                                            |                                                                                           | Racing                                                                                    | |
| 2000                                                 | 96°                                                                                       |                                                                                           | Wanderers                                                                                 |                                                                                           | Central Español                                                                           |                                                                                           | Fénix                                                                                     | |
| 2001                                                 | 97°                                                                                       |                                                                                           | Villa Española                                                                            |                                                                                           | Progreso                                                                                  |                                                                                           | Liverpool                                                                                 | Plaza Colonia (5°) asciende como mejor del interior.                                                                                  |
| 2002                                                 | 98°                                                                                       |                                                                                           | Liverpool                                                                                 |                                                                                           | Miramar Misiones                                                                          |                                                                                           | Deportivo Colonia                                                                         | |
| 2003                                                 | 99°                                                                                       |                                                                                           | Cerrito                                                                                   |                                                                                           | Rentistas                                                                                 |                                                                                           | Rocha                                                                                     | |
| 2004                                                 | 100°                                                                                      |                                                                                           | River Plate                                                                               |                                                                                           | Rampla Juniors                                                                            |                                                                                           | Villa Española                                                                            | Paysandú Bella Vista (8°) debía ascender como mejor del interior, al no poder hacerlo por deudas, su lugar lo tomó Paysandú FC (10°). |
| 2005                                                 | 101°                                                                                      |                                                                                           | Bella Vista                                                                               |                                                                                           | Central Español                                                                           |                                                                                           | Atenas                                                                                    | |
| 2006                                                 | 102°                                                                                      |                                                                                           | Progreso                                                                                  |                                                                                           | Juventud                                                                                  |                                                                                           | Paysandú                                                                                  | |
| 2006-07                                              | 103°                                                                                      |                                                                                           | Fénix                                                                                     |                                                                                           | Cerro                                                                                     |                                                                                           | Juventud                                                                                  | |
| 2007-08                                              | 104°                                                                                      |                                                                                           | Racing                                                                                    |                                                                                           | Cerro Largo                                                                               |                                                                                           | Villa Española                                                                            | |
| 2008-09                                              | 105°                                                                                      |                                                                                           | Fénix                                                                                     |                                                                                           | Cerrito                                                                                   |                                                                                           | Atenas                                                                                    | |
| 2009-10                                              | 106°                                                                                      |                                                                                           | El Tanque Sisley                                                                          |                                                                                           | Bella Vista                                                                               |                                                                                           | Miramar Misiones                                                                          | |
| 2010-11                                              | 107°                                                                                      |                                                                                           | Rentistas                                                                                 |                                                                                           | Cerrito                                                                                   |                                                                                           | Cerro Largo                                                                               | |
| 2011-12                                              | 108°                                                                                      |                                                                                           | Central Español                                                                           |                                                                                           | Juventud                                                                                  |                                                                                           | Progreso                                                                                  | |
| 2012-13                                              | 109°                                                                                      |                                                                                           | Sud América                                                                               |                                                                                           | Rentistas                                                                                 |                                                                                           | Miramar Misiones                                                                          | |
| 2013-14                                              | 110°                                                                                      |                                                                                           | Tacuarembó                                                                                |                                                                                           | Atenas                                                                                    |                                                                                           | Rampla Juniors                                                                            | |
| 2014-15                                              | 111°                                                                                      |                                                                                           | Liverpool                                                                                 |                                                                                           | Plaza Colonia                                                                             |                                                                                           | Villa Teresa                                                                              | |
| 2015-16                                              | 112°                                                                                      |                                                                                           | Rampla Juniors                                                                            |                                                                                           | Boston River                                                                              |                                                                                           | Villa Española                                                                            | |
| 2016                                                 | 113°                                                                                      |                                                                                           | El Tanque Sisley                                                                          |                                                                                           | Atenas                                                                                    |                                                                                           | Cerro Largo                                                                               | |
| 2017                                                 | 114°                                                                                      |                                                                                           | Montevideo City Torque                                                                    |                                                                                           | Atenas                                                                                    |                                                                                           | Progreso                                                                                  | |
| 2018                                                 | 115°                                                                                      |                                                                                           | Cerro Largo                                                                               |                                                                                           | Juventud                                                                                  |                                                                                           | Plaza Colonia                                                                             | |
| 2019                                                 | 116°                                                                                      |                                                                                           | Montevideo City Torque                                                                    |                                                                                           | Deportivo Maldonado                                                                       |                                                                                           | Rentistas                                                                                 | |
| 2020                                                 | 117°                                                                                      |                                                                                           | Cerrito                                                                                   |                                                                                           | Villa Española                                                                            |                                                                                           | Sud América                                                                               | |
| 2021                                                 | 118°                                                                                      |                                                                                           | Albion                                                                                    |                                                                                           | Danubio                                                                                   |                                                                                           | Defensor Sporting                                                                         | |
| 2022                                                 | 119°                                                                                      |                                                                                           | Racing                                                                                    |                                                                                           | La Luz                                                                                    |                                                                                           | Cerro                                                                                     | |
| 2023                                                 | 120°                                                                                      |                                                                                           | Miramar Misiones                                                                          |                                                                                           | Progreso                                                                                  |                                                                                           | Rampla Juniors                                                                            | |
| 2024                                                 | 121°                                                                                      |                                                                                           | Plaza Colonia                                                                             |                                                                                           | Montevideo City Torque                                                                    |                                                                                           | Juventud                                                                                  | |

Nota: En cursiva figuran los campeones que no obtuvieron el ascenso.